# Jolie Môme
Pistes de Paname
La Maffia Comme à Ostende
Jolie Môme est une chanson de Léo Ferré présente sur l'album Paname, publié par Barclay fin 1960. Cette chanson joyeuse est l'une des plus célèbres de Ferré.
Elle a été réenregistrée dans une version stéréo en 1965, sur l'album Léo Ferré chante en multiphonie-stéréo (Barclay).

## Forme
Les paroles et musique sont de Léo Ferré.
La particularité de cette chanson populaire est que chaque vers ne comprend que trois pieds (syllabes) qui servent les images gouailleuses et les mots d'argot du texte.

## Enregistrement
L'album et la chanson sont enregistrés en novembre 1960 dans les studios Barclay avec deux orchestres dirigés par Paul Mauriat et Franck Aussman.

### Production
- Arrangements et direction musicale : Paul Mauriat
- Prise de son : Gerhard Lehner

## Reprises
Malgré son succès, cette chanson a paradoxalement été peu reprise dans les années 1960, si ce n'est par Catherine Sauvage, et surtout Juliette Gréco qui en a fait un pilier de son répertoire. Cette dernière déclare à son sujet qu'elle « est la chanson la plus sexiste qui soit. Moi, je l’ai retournée à l’envers. J’en ai fait un objet de provoc et pas du tout de soumission. Par respect pour les femmes, je détourne ».
Elle a été interprétée à plusieurs reprises par Jacques Higelin, et plus tard par La Tordue, Eva Lopez, Victoria Abril, Florent Pagny, Annick Cisaruk ou encore la chanteuse lyrique Patricia Petibon.

## Dans la culture populaire
En 1999, la mélodie est utilisée dans une publicité pour Mir Laine, lessive du groupe Henkel avec les paroles « J'suis toute nue sous mon pull ».
En 2009, les frères Larrieu utilisent un extrait de cette chanson dans la bande-son de leur film de science-fiction apocalyptique Les Derniers Jours du monde.